# Ruta Estatal de Alabama 53
La Ruta Estatal de Alabama 53, y abreviada SR 53 (en inglés: Alabama State Route 53) es una carretera estatal estadounidense ubicada en el estado de Alabama, cruza los condados de Houston, Dale, Pike, Montgomery, Elmore, Coosa, Talladega, Shelby, St. Clair, Blount, Cullman, Marshall, Morgan, Madison y Limestone. La carretera está dividida en dos segmentos, el primero inicia en el Sur desde la SR 71     cerca de Marianna en sentido Norte hasta finalizar en la US 231     en Dothan, luego la vía es dividida y continúa en el segundo segmento en el Sur en la US 231/US 431 en Huntsville hasta finalizar en el Norte en la I-65/US 31 cerca de Ardmore. La carretera tiene una longitud de 555,69 km (345.29 mi).

## Mantenimiento
Al igual que las autopistas interestatales, y las rutas federales y el resto de carreteras estatales, la Ruta Estatal de Alabama 53 es administrada y mantenida por el Departamento de Transporte de Alabama por sus siglas en inglés ALDOT.